# Championnat du Sénégal de football de deuxième division 2021-2022
Ne doit pas être confondu avec Championnat du Sénégal de football de deuxième division 2021.
Navigation
Ligue 2 2021 Ligue 2 2022-2023
La saison 2021-2022 de Ligue 2 sénégalaise est la cinquante-huitième édition du Championnat du Sénégal de football de deuxième division et la treizième sous l'appellation « Ligue 2 ».
Le Guédiawaye FC est le tenant du titre.

## Classement
| Rang | Équipe             | Pts | J  | G  | N  | P  | Bp | Bc | Diff |
| ---- | ------------------ | --- | -- | -- | -- | -- | -- | -- | ---- |
| 1    | ASC Sonacos        | 46  | 26 | 12 | 10 | 4  | 33 | 18 | +15  |
| 2    | Stade de Mbour R   | 45  | 26 | 11 | 12 | 3  | 20 | 13 | +7   |
| 3    | Wally Daan FC P    | 43  | 26 | 11 | 10 | 5  | 22 | 14 | +8   |
| 4    | Demba Diop FC      | 39  | 26 | 11 | 6  | 9  | 27 | 20 | +7   |
| 5    | UCST Port Autonome | 37  | 26 | 9  | 10 | 7  | 23 | 25 | -2   |
| 6    | US Ouakam          | 36  | 26 | 8  | 12 | 6  | 23 | 18 | +5   |
| 7    | Oslo FA P          | 35  | 26 | 8  | 11 | 7  | 21 | 22 | -1   |
| 8    | DUC                | 32  | 26 | 8  | 8  | 10 | 23 | 27 | -4   |
| 9    | Keur Madior FC     | 31  | 26 | 6  | 13 | 7  | 23 | 22 | +1   |
| 10   | Thiès FC           | 30  | 26 | 7  | 9  | 10 | 20 | 23 | -3   |
| 11   | Jamono Fatick      | 28  | 26 | 6  | 10 | 10 | 17 | 20 | -3   |
| 12   | Amitié FC          | 28  | 26 | 7  | 7  | 12 | 24 | 33 | -9   |
| 13   | ASC Renaissance    | 25  | 26 | 4  | 13 | 9  | 20 | 26 | -6   |
| 14   | ASC Niarry Tally R | 21  | 26 | 4  | 9  | 13 | 10 | 25 | -15  |

|  | Qualification pour le Ligue 1                                                                          |
|  | Qualification pour la Coupe de la confédération 2022-2023                                              |
|  | Relégation en Ligue 3                                                                                  |
|  | C : Vainqueur de la Coupe du Sénégal de football 2021-2022 P : Promu de Ligue 3 R : Relégué de Ligue 1 |